# 열전자 방출

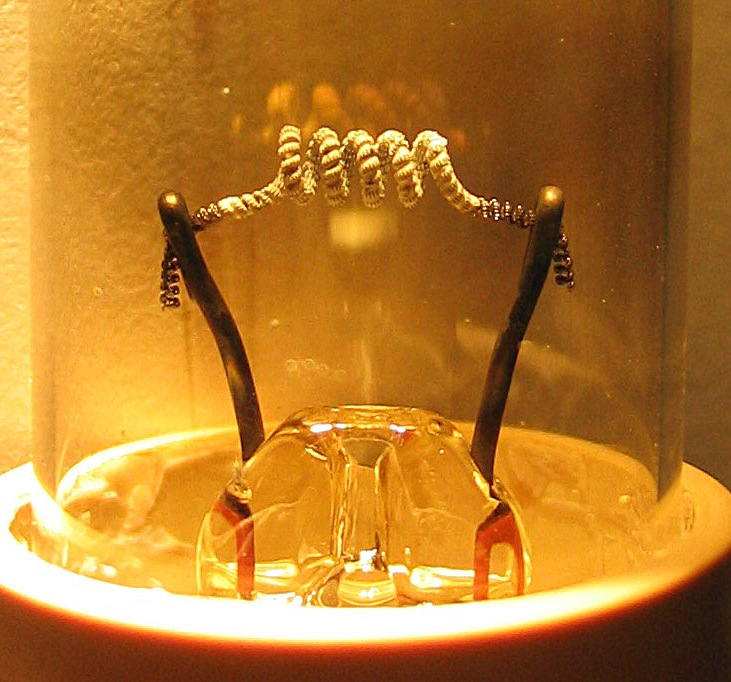

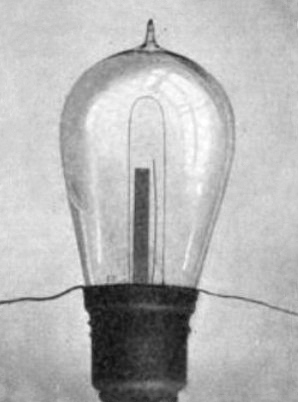

열전자 방출(熱電子 放出)은 전하 운반자가 열에 의해 위치 에너지 장벽을 넘어 표면에서부터 흐르는 것을 말한다. 이것은 열 에너지가 전하 운반자에게 그것을 붙잡고 있는 금속의 에너지를 극복할 수 있는 에너지를 주기 때문이다. 이때 붙잡고 있는 에너지란 것은 일함수이다. 전하 운반체에는 이온이나 전자가 있는데, 열전자라고도 한다.
방출 후에, 방출된 전하와 양은 같고 부호는 반대인 전하가 방출된 지역에 남게 된다. 그러나 배터리와 연결이 돼 있다면, 방출체에서 전하가 방출됨에 따라 전하가 공급되고, 남아 있는 전하가 배터리를 통해 공급되는 전하와 상쇄된다.
열전자 방출의 전형적인 예로써 진공상태에 있는 뜨거운 음극에서 방출되는 전자가 있으며, 이것을 에디슨 효과라고도 한다. 음극은 주로 금속 필라멘트나 탄소화물, 붕소화물 등이 쓰인다. 1000K 이상의 높은 온도에서 일어난다. 이러한 현상들을 다루는 학문을 열이온학이라고 한다.

## 리처드슨 법칙
1901년 리처드슨은 가열된 선의 전류가 선의 온도와 관련이 있다는 것을 발견했다. 이에 해당하는 식은
{\displaystyle J=A_{\mathrm {G} }T^{2}\mathrm {e} ^{-W \over kT}}
J는 전류 밀도, T는 금속의 온도, W는 금속의 일함수, k는 볼츠만 상수, AG는 리처드슨 상수라고 한다.
이 식에 자연로그를 씌우면
{\displaystyle \ln J=\ln A_{G}+2\ln T-{\frac {W}{kT}}}
이 식을 통해 다음과 같은 관계식을 얻을 수 있다.
{\displaystyle \ln J_{2}-\ln J_{1}=\ln A_{G}-\ln A_{G}+2\ln T_{2}-2\ln T_{1}+{{\frac {W}{kT_{1}}}-{\frac {W}{kT_{2}}}}}
{\displaystyle \ln \left({\frac {J_{2}}{J_{1}}}\right)=2\ln \left({\frac {T_{2}}{T_{1}}}\right)+{\frac {\ W}{k}}\left({{\frac {1}{T_{1}}}-{\frac {1}{T_{2}}}}\right)}

## 같이 보기
- 공간 전하